# Spiennes
Spiennes falu Belgiumban, Mons városától délkeletre található.
A falu leginkább az újkőkorszaki kovakő bányáiról ismert, amelyek az UNESCO világörökségi listájára is felkerültek.
A leírás szerint az Európában fellelt legkorábbi és legjelentősebb bányákról van szó, amelyek igen kifinomult bányászati és kőmegmunkálási technikákat jelentettek abban az időben.